# Џангџоу
Џангџоу (漳州) град је Кини у покрајини Фуђен. Према процени из 2009. у граду је живело 662.553 становника.

## Становништво
Према процени, у граду је 2009. живело 662.553 становника.
| 1990.   | 2000.   | 2009    |
| ------- | ------- | ------- |
| 341.637 | 496.825 | 662.553 |